# Eurylana cookii
Eurylana cookii là một loài chân đều trong họ Cirolanidae. Loài này được Filhol miêu tả khoa học năm 1885.